# 198
| 198                |
| ------------------ |
| Dødsfald - Fødsler |
|                    |

| Gregoriansk kalender | 198 CXCVIII             |
| Ab urbe condita      | 951                     |
| Armensk kalender     | I/T                     |
| Kinesiske kalender   | 2894 – 2895 丁丑 – 戊寅 |
| Etiopisk kalender    | 190 – 191               |
| Jødisk kalender      | 3958 – 3959             |
| Hindukalendere       |                         |
| - Vikram Samvat      | 253 – 254               |
| - Shaka Samvat       | 120 – 121               |
| - Kali Yuga          | 3299 – 3300             |
| Iransk kalender      | 424 BP – 423 BP         |
| Islamisk kalender    | 437 BH – 436 BH         |

Se også 198 (tal)